# Cima Brenta
La Cima Brenta (3151 m s.l.m.) è una montagna delle Alpi Retiche meridionali, vetta più alta delle Dolomiti di Brenta precedendo di pochi metri Cima Tosa. 

## Descrizione
(Gino Buscaini e Ettore Castiglioni, Dolomiti di Brenta)
La Cima Brenta è il punto culminante del poderoso massiccio che forma la parte centrale del gruppo di Brenta, tra il massiccio della Tosa a sud e quello del Grostè a nord.
La vetta si trova sulla dorsale principale del gruppo, la quale forma le creste nord e sud della montagna. Dalla vetta si stacca inoltre la poderosa cresta ovest, che forma un'anticima (3122 m) dove si biforca: verso ovest prosegue fino a cima Mandron (3040 m) e alle due Punte di Campiglio (2969 m e 2876 m), formando le grandi pareti che incombono sul vallone e sul rifugio Brentei; verso nord-ovest forma le quindici Torri di Kiene e termina con la Punta Massari (2846 m), sopra il rifugio Tuckett. Le due creste racchiudono la vedretta di Brenta superiore. Verso nord uno scivolo ghiacciato scende fino alla vedretta di Brenta inferiore, nei pressi della bocca di Tuckett. Verso est una grande parete giallastra precipita per 800 metri sulla val Perse, attraversata nella parte alta dalla cengia Garbari, sulla quale passa la Via delle Bocchette (in particolare il tratto che la attraversa è denominato «Bocchette Alte»).

## Prima ascensione
La prima ascensione fu compiuta nell'agosto 1871 dagli inglesi Douglas William Freshfield e Francis Fox Tuckett con la guida François Devouassoud di Chamonix, salendo da ovest per la vedretta di Brenta superiore.

## Itinerari
La via dei primi salitori è ormai seguita raramente. La via normale è attualmente considerata quella che sale da nord e poi da est: si segue la via delle Bocchette dalla bocca di Tuckett alla cengia Garbari, dalla quale per tracce e per un canale (80 metri di I grado) si raggiunge un'anticima; da questa si scende a una selletta da cui direttamente in cima (dopo l'anticima friabile e delicato, a tratti esposto). Un'altra via normale - da sud - sale dal fondo del vallone dei Brentei (650 m; PD).
Alcuni difficili itinerari sono stati tracciati sulla rossastra parete est: la via Detassis-Stenico (450 m; V VI), la via Verona (650 m; VI A3 AE) e altri, fino alla più recente via Fiamme Gialle (650 m; VIII+; 2005).
Molto seguito, soprattutto all'inizio della stagione, quando grazie all'innevamento si trova in buone condizioni, è l'itinerario per lo scivolo nord (450 m; pendenze fino a 50 gradi, AD). Lo scivolo è stato disceso con gli sci per la prima volta il 21 giugno 1970 da Heini Holzer e ora è disceso abbastanza frequentemente (TD S5).

## Storia
Nel contesto delle tensioni nazionalistiche tra alpinisti di lingua tedesca e alpinisti trentini all'inizio del '900, nel 1905 la cima Tosa era stata ribattezzata Franz Joseph-Spitze e vi era stata issata una grande bandiera gialla e nera. I due alpinisti trentini Carlo Garbari e Guido Larcher salirono sulla cima per abbattere la bandiera e portare via il drappo, parte del quale fu inviato come trofeo al Comandante del 6º Reggimento Alpini di Verona.

## Galleria d'immagini

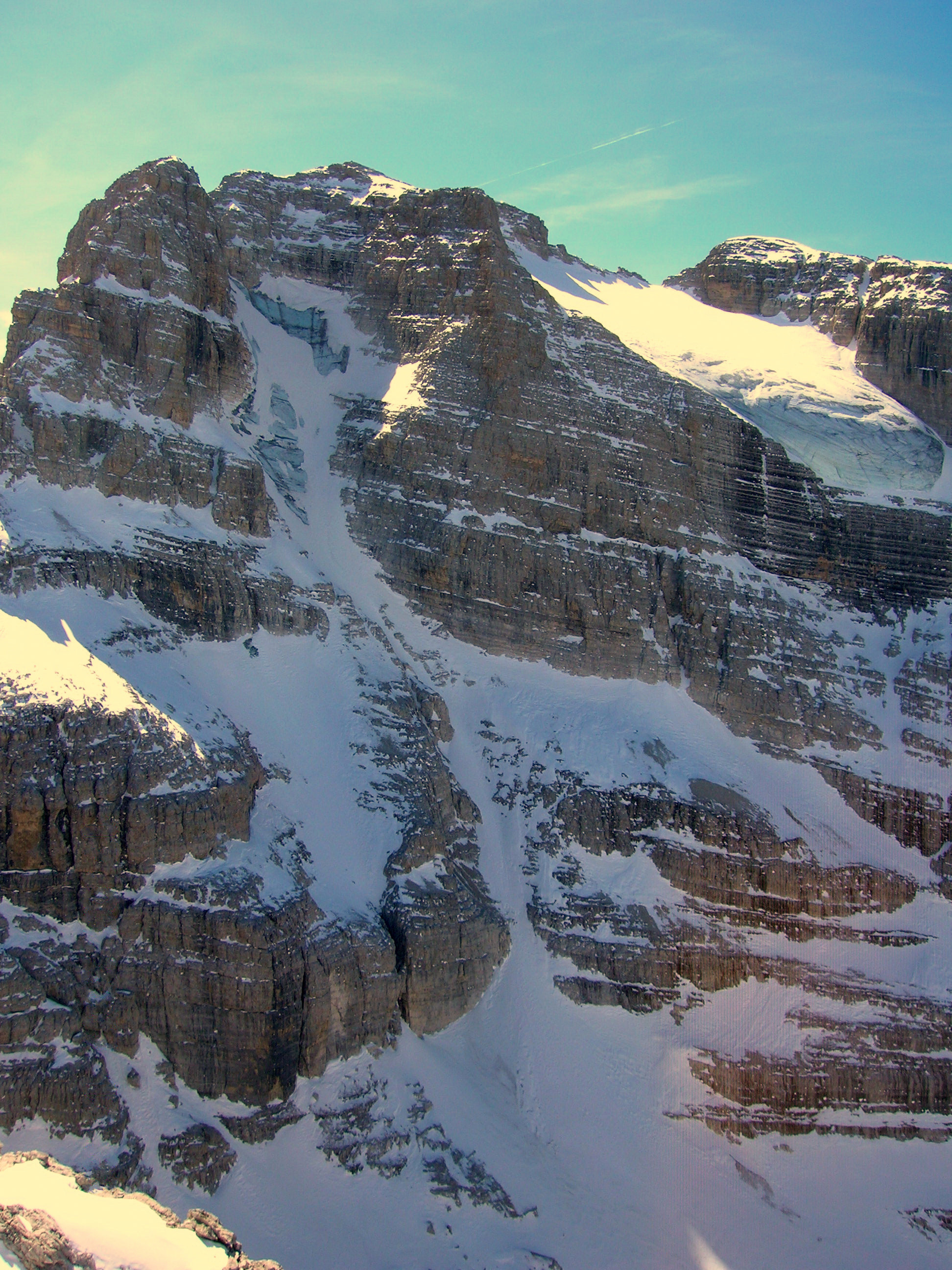
Cima Brenta da nord
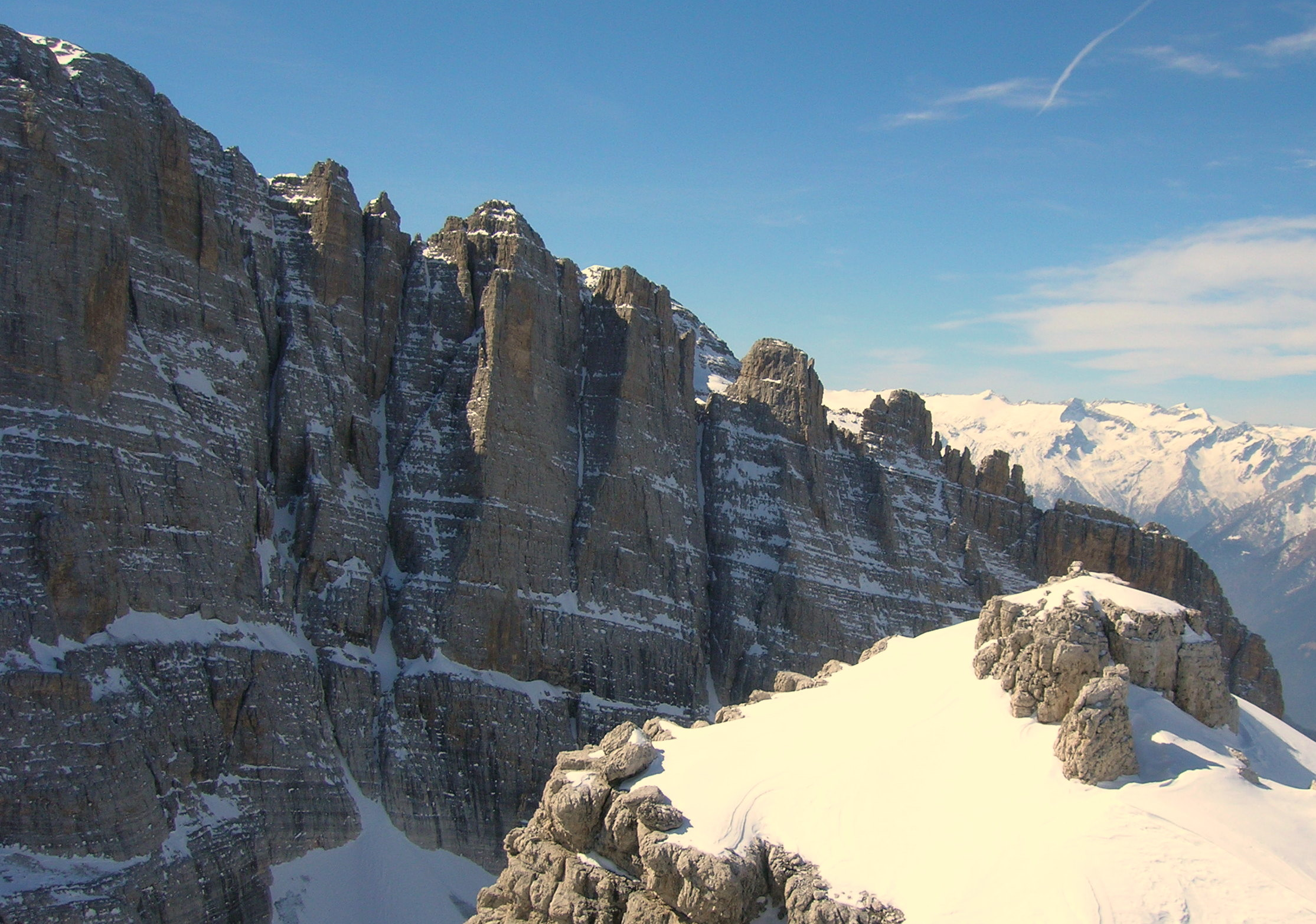
Torri di Kiene
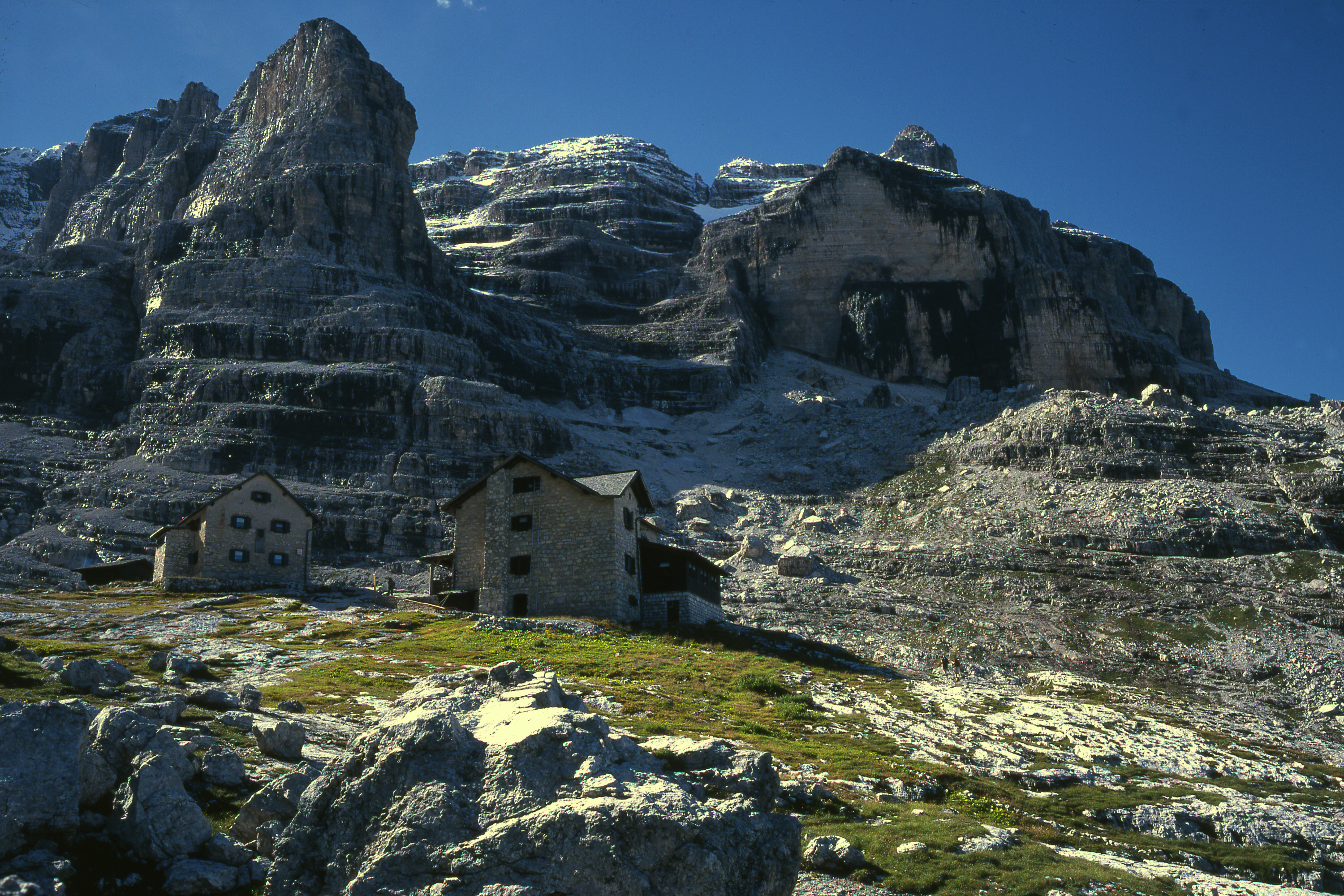
Punta Massari, Cima Mandron e Punte di Campiglio
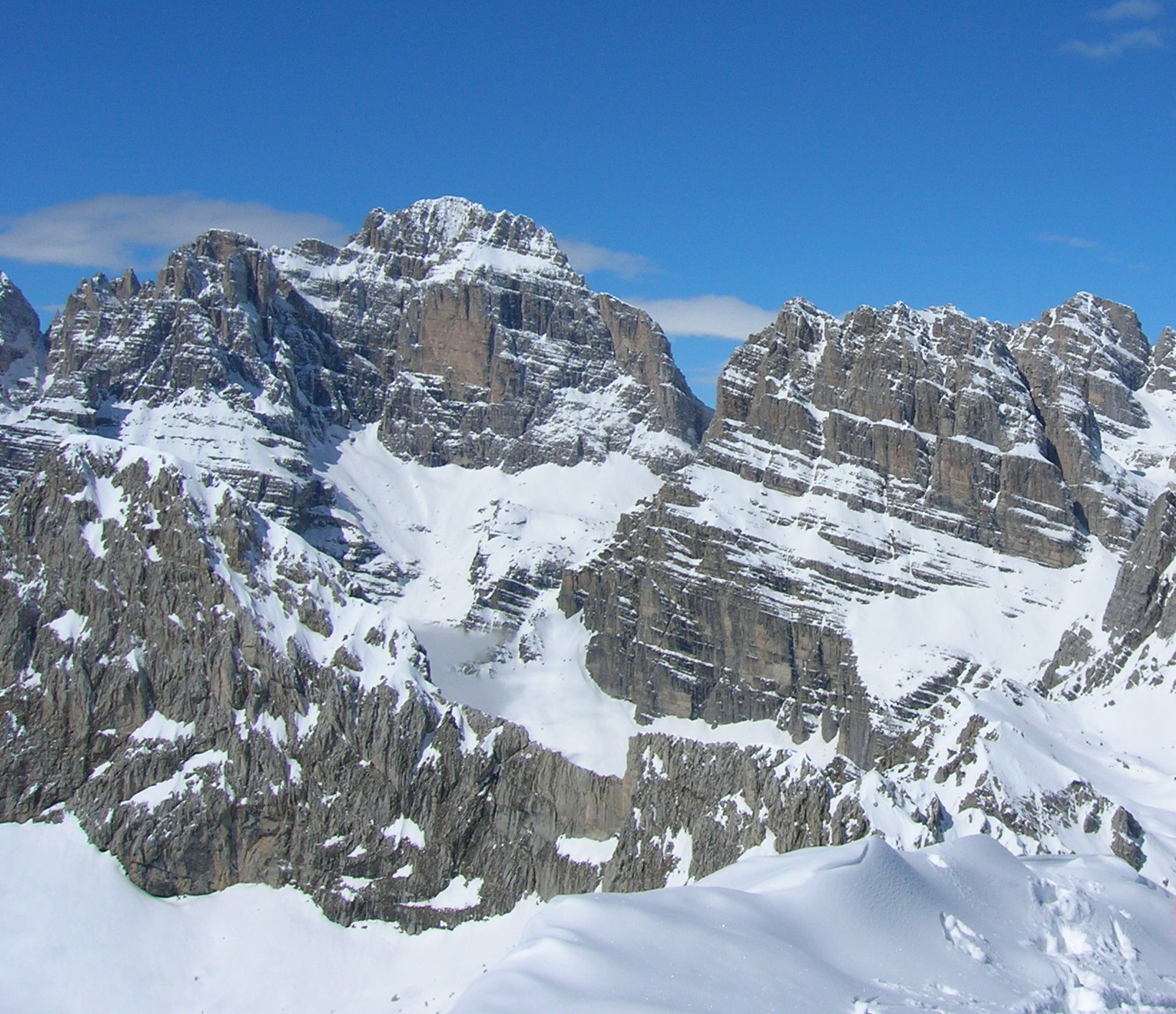
Cima Brenta da est